# 야마구치촌 (후쿠오카현 구라테군)
야마구치촌(山口村)은 일본 후쿠오카현 구라테군에 설치되었던 촌이다. 현재의 미야와카시의 일부에 해당한다.